# Acanthascus baculifer
Acanthascus baculifer är en svampdjursart som beskrevs av Schulze 1904. Acanthascus baculifer ingår i släktet Acanthascus och familjen Rossellidae. Inga underarter finns listade i Catalogue of Life.